# Cleocnemis bryantae
Cleocnemis bryantae är en spindelart som först beskrevs av Willis J. Gertsch 1933.  Cleocnemis bryantae ingår i släktet Cleocnemis och familjen snabblöparspindlar.
Artens utbredningsområde är Paraguay. Inga underarter finns listade i Catalogue of Life.